# Кривой Рог-Главный (станция)

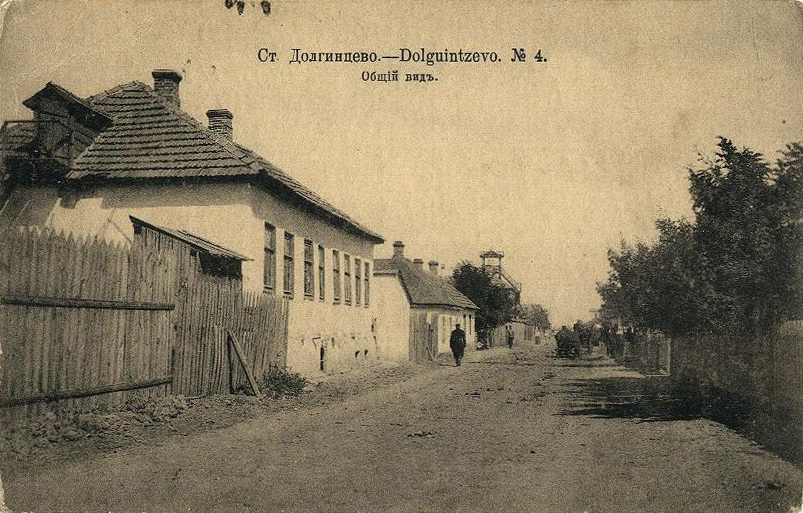
Станция Долгинцево. Общий вид. 1916 год.

Кривой Рог-Главный (укр. Кривий Ріг-Головний) — грузо-пассажирская железнодорожная станция Криворожской дирекции Приднепровской железной дороги Государственного предприятия Украинские железные дороги.

## История
Станция открыта в 1884 году на Криворогской железной дороге, в районе деревни Катериновка (владельческая Долгинцова), недалеко от реки Саксагань.
Название Долгинцево происходит от фамилии владельца деревни Катериновка (на некоторых картах — Екатериновка), которая, как и земли вокруг, принадлежали капитану Долгинцову, которые были выделены (старый термин — дача) по указу императора Александра I, участнику Отечественной войны 1812 года при выходе в отставку из Тобольского пехотного полка.
При строительстве Криворогской железной дороги имя участника войны за освобождение России от французских оккупантов было увековечено в названии казённой станции, но уже на южнорусский лад — Долгинцево.
С 1901 года при станции работала железнодорожная школа, возможно с общежитием для детей инженеров, мастеров и рабочих, живущих на линейных станциях и разъездах. На 1902 год основное локомотивное депо включало 80 паровозов, насчитывалось около 250 человек обслуживающего персонала. В 1903 году на станции Долгинцево была создана социал-демократическая организация под руководством Мовши Монастырского. На станции была общественная библиотека. В 1905 году к зданию вокзала была сделана пристройка с южной стороны. В 1912 году проведена реконструкция станции. В период гражданской войны станционное хозяйство пришло в упадок, но было восстановлено в 1920-х годах в УССР и продолжает своё развитие и по сей день.
Станция была несколько раз переименована:
- с 1884 года по 1965 год носила название Долгинцево;
- с 1965 года по 1979 год носила название Кривой Рог-Сортировочный;
- с 1979 года носит название Кривой Рог-Главный.

Станция была электрифицирована в 1959—1960 годах вместе с электрификацией всей линии Верховцево — Долгинцево — Червонное тогдашней Сталинской железной дороги.

## Характеристика
Расположена в Долгинцевском районе, Кривой Рог, Днепропетровская область, Украина.
На данный момент является центральной станцией Криворожской дирекции железнодорожных перевозок.
Через станцию проходят 4 железнодорожные линии:
- Пятихатки — Кривой Рог (79 километров);
- Верховцево — Кривой Рог (97 километров);
- Долинская — Кривой Рог (70 километров);
- Кривой Рог — Апостолово (39 километров).

|     | Операции, выполняемые на станции Кривой Рог-Главный:                                                                                           |
| --- | --- |
| Код | Услуга |
| 1   | Приём и выдача повагонных отправок грузов, допускаемых к хранению на открытых площадках станций.                                               |
| 10Н | Приём и выдача грузов в универсальных контейнерах массой брутто 24 (30) и 30 тонн на подъездных путях.                                         |
| 3   | Приём и выдача грузов повагонными и мелкими отправками, загружаемых целыми вагонами, только на подъездных путях и местах необщего пользования. |
| 5   | Приём и выдача грузов в универсальных контейнерах массой брутто 3,3 (5) и 5,5 (6) тонн на станциях.                                            |
| 8Н  | Приём и выдача грузов в универсальных контейнерах массой брутто 20 и 24 тонн на подъездных путях.                                              |
| Г   | Приём и выдача грузобагажа предприятий, организаций и учреждений.                                                                              |
| П   | Продажа билетов на все пассажирские поезда. Приём и выдача багажа.                                                                             |
| Т   | Производство таможенных операций с багажом и грузобагажом в межгосударственном сообщении.                                                      |

Со станции ежедневно отправляется фирменный поезд № 76 «Криворожье» сообщением Кривой Рог — Киев.
На станции останавливаются электропоезда сообщением Кривой Рог — Днепр-Главный, Кривой Рог — Пятихатки, Кривой Рог — Апостолово.

### Вокзал
Здание станции считается памятником архитектуры и истории и имеет историческое значение.
Почтовый адрес вокзала станции:
улица Железнодорожников, дом № 1.
На площади у железнодорожного вокзала установлен паровоз серии Эм и номером 733-69. Паровоз был сконструирован в 1934 году в Луганске на заводе им. Молотова. Списан в 1986 году. Как памятник установлен в июне 1997 года.
Памятная табличка на паровозе (перевод на русский):
Паровоз серии Эм-733-69
Построен в 1934 году на заводе им. Молотова г. Луганска.
В эксплуатации по перевозке народно-хозяйственных грузов находился 52 года. В 1941 — 1945 годах совершал перевозки военных грузов.

Установлен как памятный знак работникам железнодорожного транспорта в июне 1997 рода.

г. Кривой Рог
Возле вокзала разбит сквер, заложенный в 1880-х годах в связи с открытием железной дороги. Как сквер сформировался в 1950-х годах. Площадь — 0,98 га. Представляет собой площадь, оформленную клумбами, пешеходными дорожками, местами для отдыха.

## Галерея

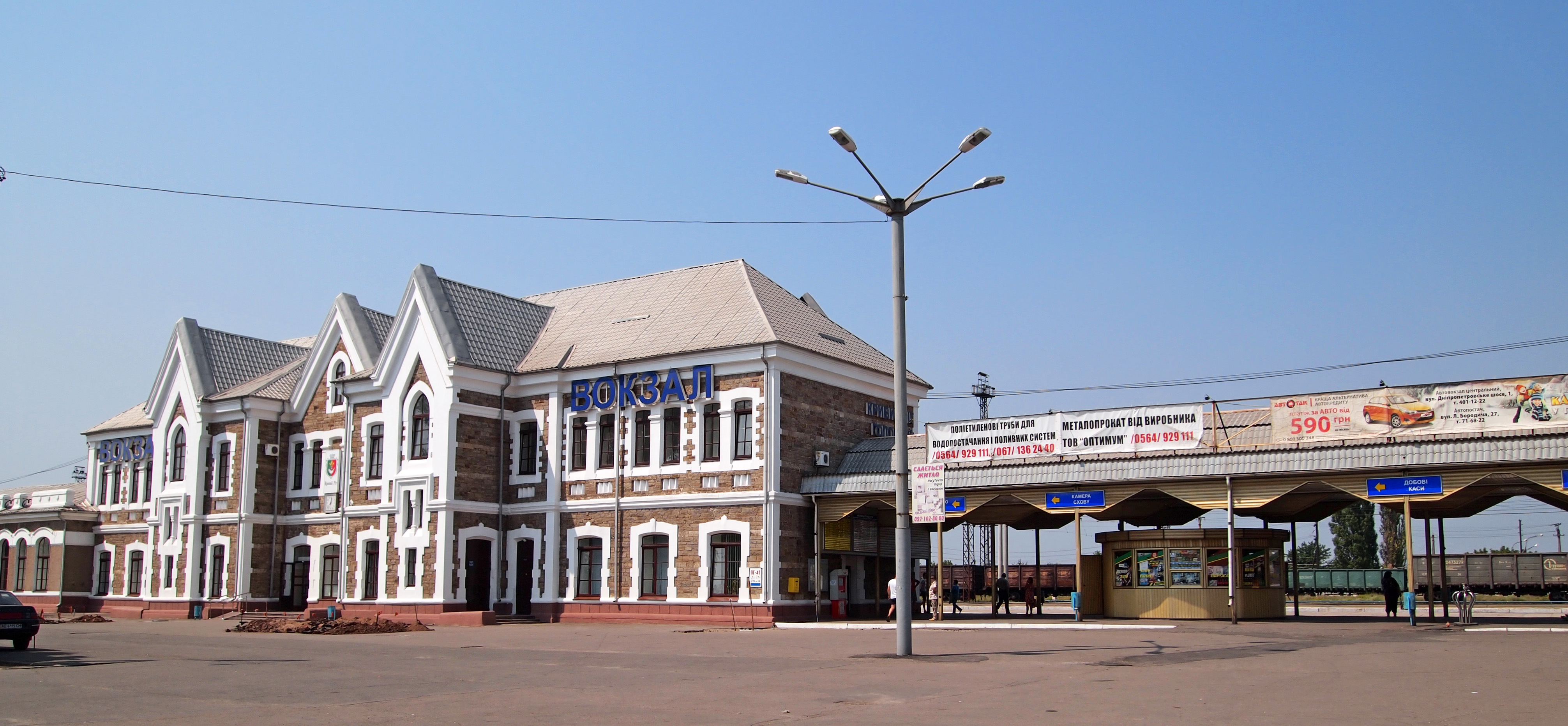
Здание вокзала станции Кривой Рог-Главный, вид с привокзальной площади
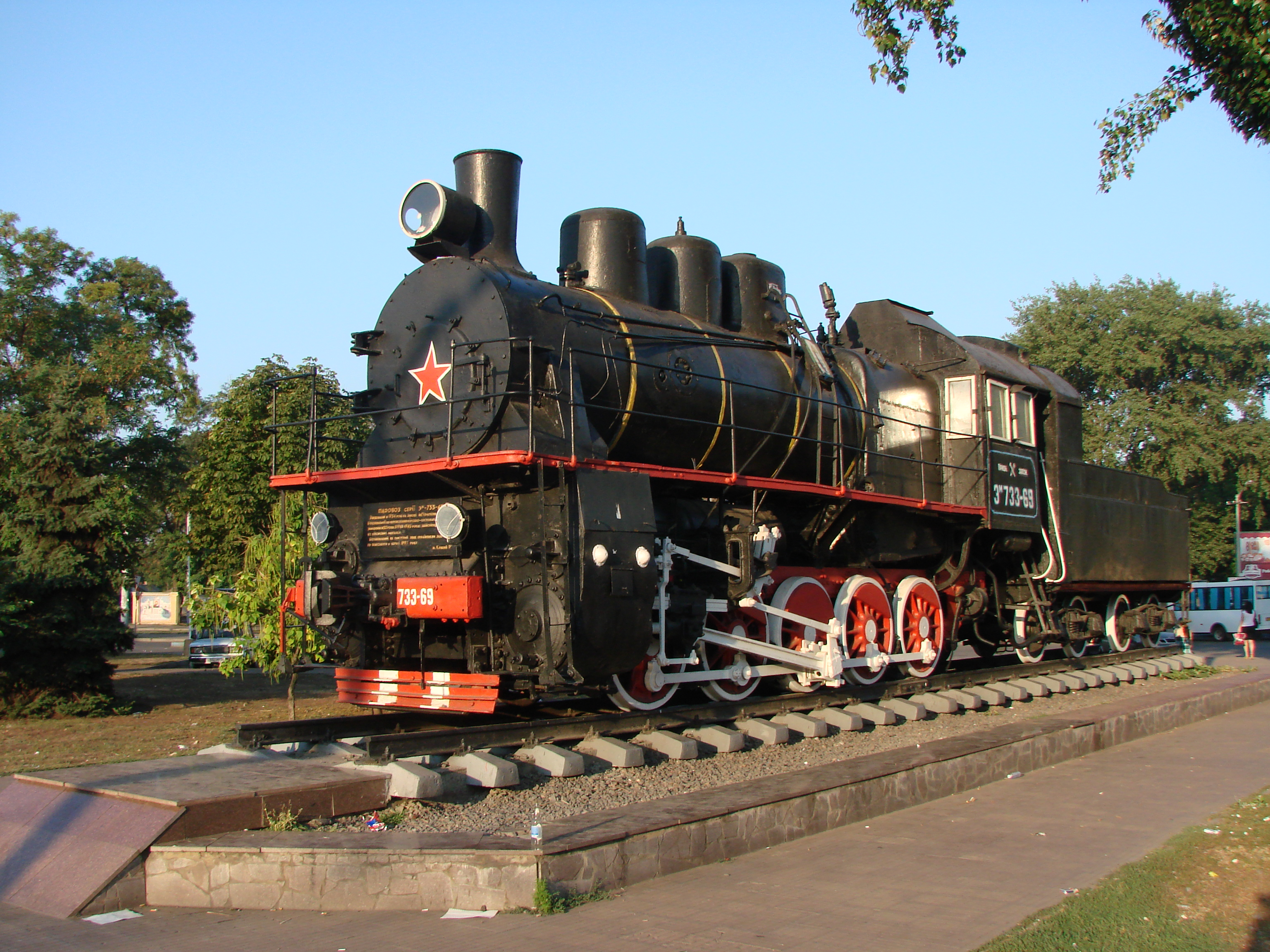
Паровоз Эм-733-69
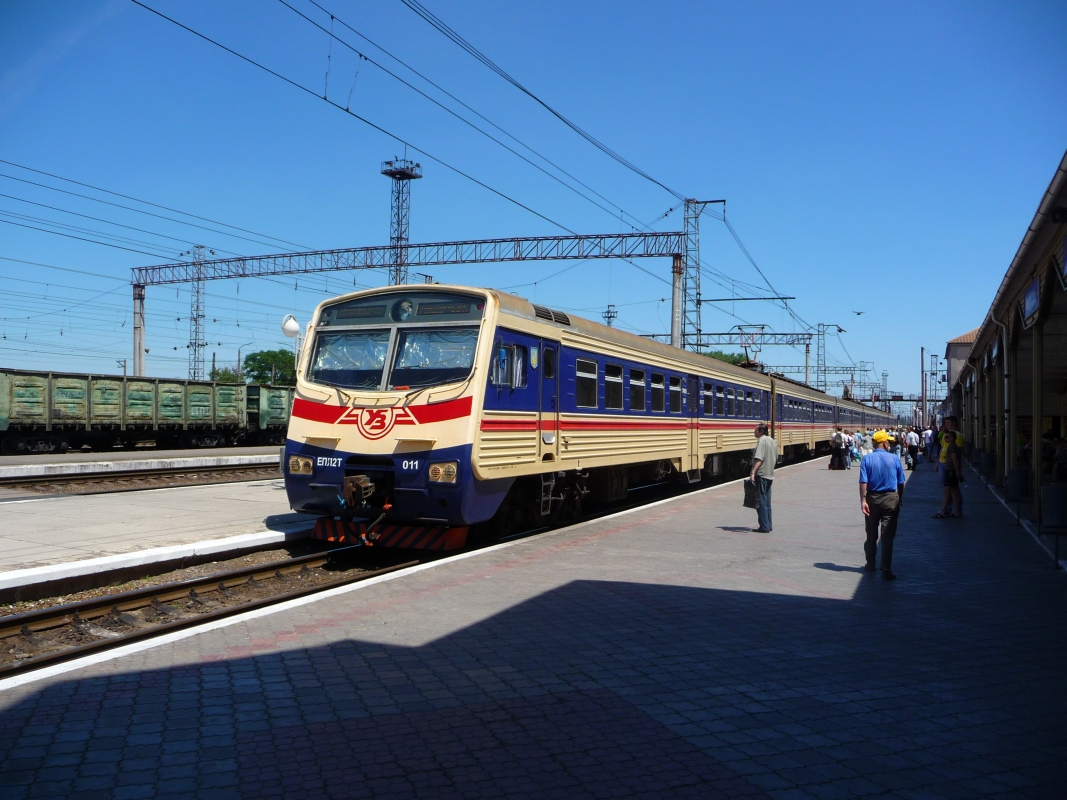
Электропоезд Кривой Рог — Днепр
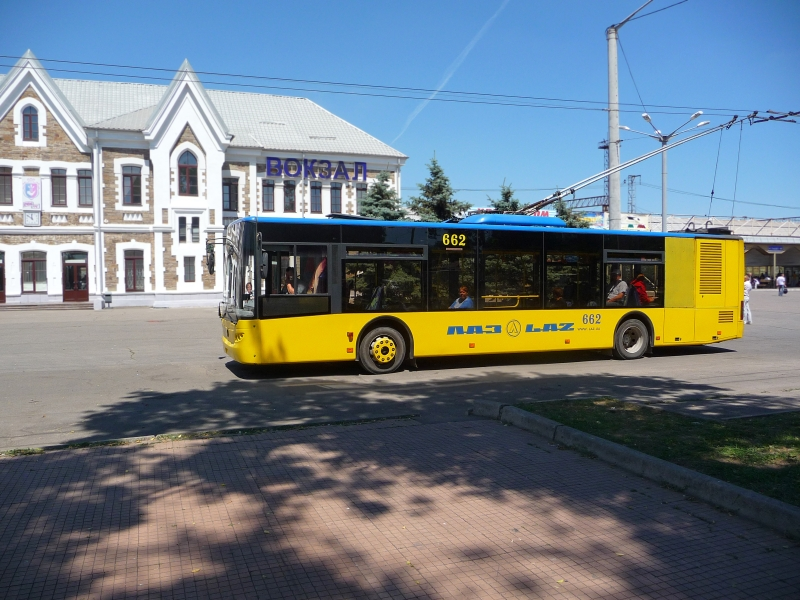
Троллейбус ЛАЗ на привокзальной площади
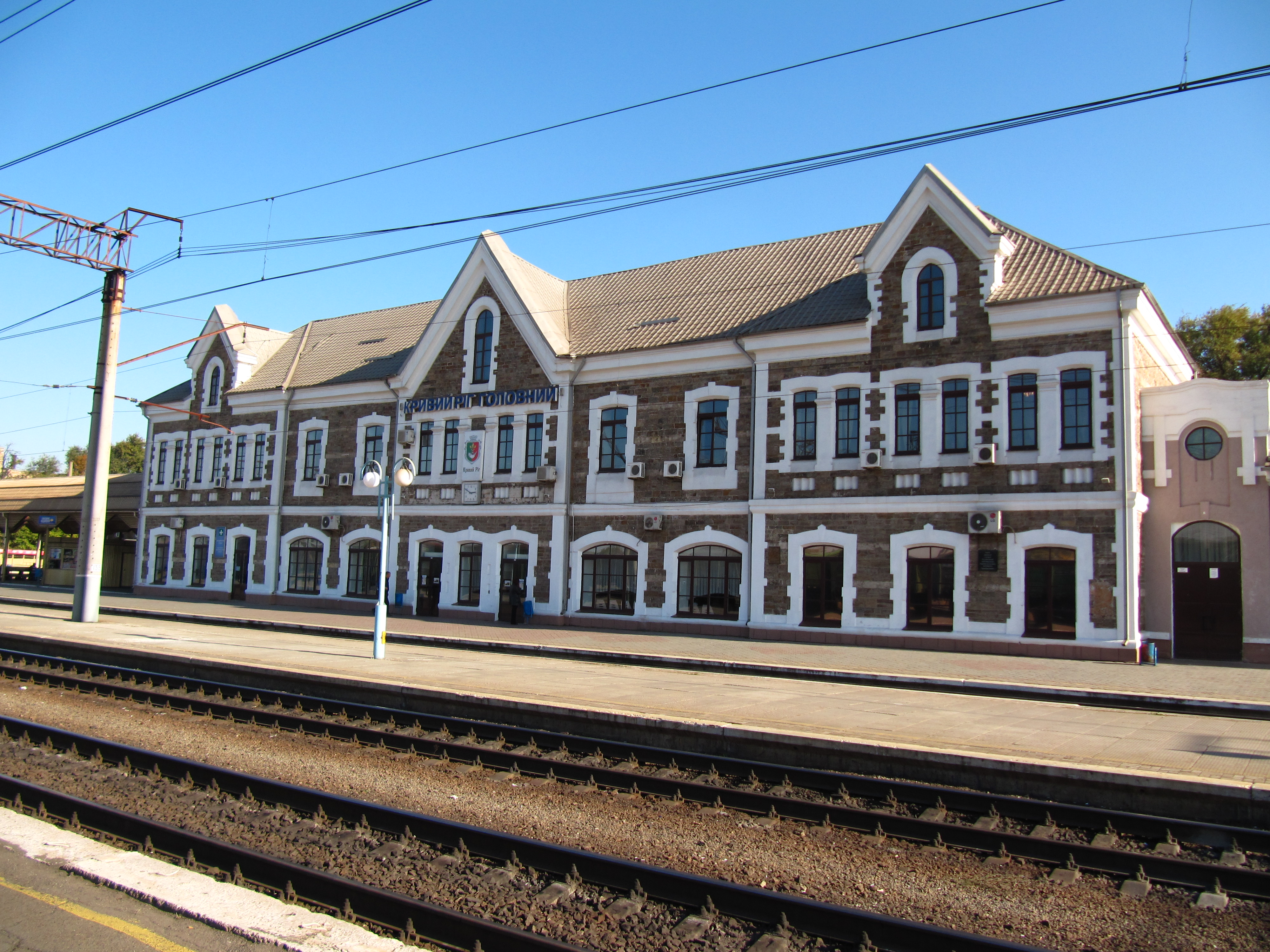
Вокзал станции со стороны перрона